# Софроний (Ющук)
Архиепи́скоп Софро́ний (в миру Степа́н Петро́вич Ющу́к; род. 11 апреля 1951, деревня Котельня-Боярская, Брестский район, Брестская область, Белоруссия) — архиерей Русской православной церкви, архиепископ Могилёвский и Мстиславский.

## Биография
Родился в семье рабочего. В 1969—1971 годах служил в армии. В 1982 году окончил Ленинградскую духовную семинарию, в 1986-м — Ленинградскую духовную академию. 9 апреля 1987 года пострижен в монахи в Жировицком монастыре.
21 апреля 1987 года рукоположён во иеродиакона, 20 мая — во иеромонаха, в 1990 году возведён в сан игумена, в 1994-м — в сан архимандрита.
В 1990—1994 годах — благочинный Жировичского монастыря, в 1994—2001 годах — наместник Ляденского монастыря.
Священным синодом Белорусской православной церкви был избран и представлен патриарху Алексию II в качестве ставленника на Брестскую епископскую кафедру. 27 декабря 2000 года Священный синод Русской православной церкви определил ему быть епископом Брестским и Кобринским. 4 февраля[2001 года в Свято-Духовом кафедральном соборе Минска митрополитом Минским и Слуцким Филаретом в сослужении членов Синода Белорусского экзархата хиротонисан во епископа.
4 июня 2002 года Синод Белорусского экзархата принял решение, утверждённое патриархом Алексием II, о назначении его на Могилёвскую кафедру. С 7 октября — епископ Могилёвский и Мстиславский.
27 декабря 2005 года назначен временно управляющим Бобруйской епархией.
23 августа 2009 года на епископа Софрония было совершено нападение перед началом литургии в кафедральном соборе во имя Трёх Святителей в Могилёве. Мужчина 37 лет, состоящий на учёте в Могилёвской областной психиатрической больнице, подошёл к епископу, достал нож и нанёс ему удар в область живота, а затем, когда Софроний закрылся от второго удара, — повредил ему вены на руке. Епископ Софроний был доставлен в больницу и прооперирован, в отношении нападавшего возбуждено уголовное дело по ст. 147 Уголовного кодекса Республики Беларусь («Умышленное причинение тяжкого телесного повреждения»).
1 февраля 2018 года в храме Христа Спасителя в Москве патриархом Московским и всея Руси Кириллом возведён в сан архиепископа.

## Награды
- Премия Президента Республики Беларусь «За духовное возрождение» 2013 года (2014)[4]
- Орден святого благоверного князя Даниила Московского II степени[5][6]
- Орден преподобного Сергия Радонежского II[7] и III степеней